# Neleo

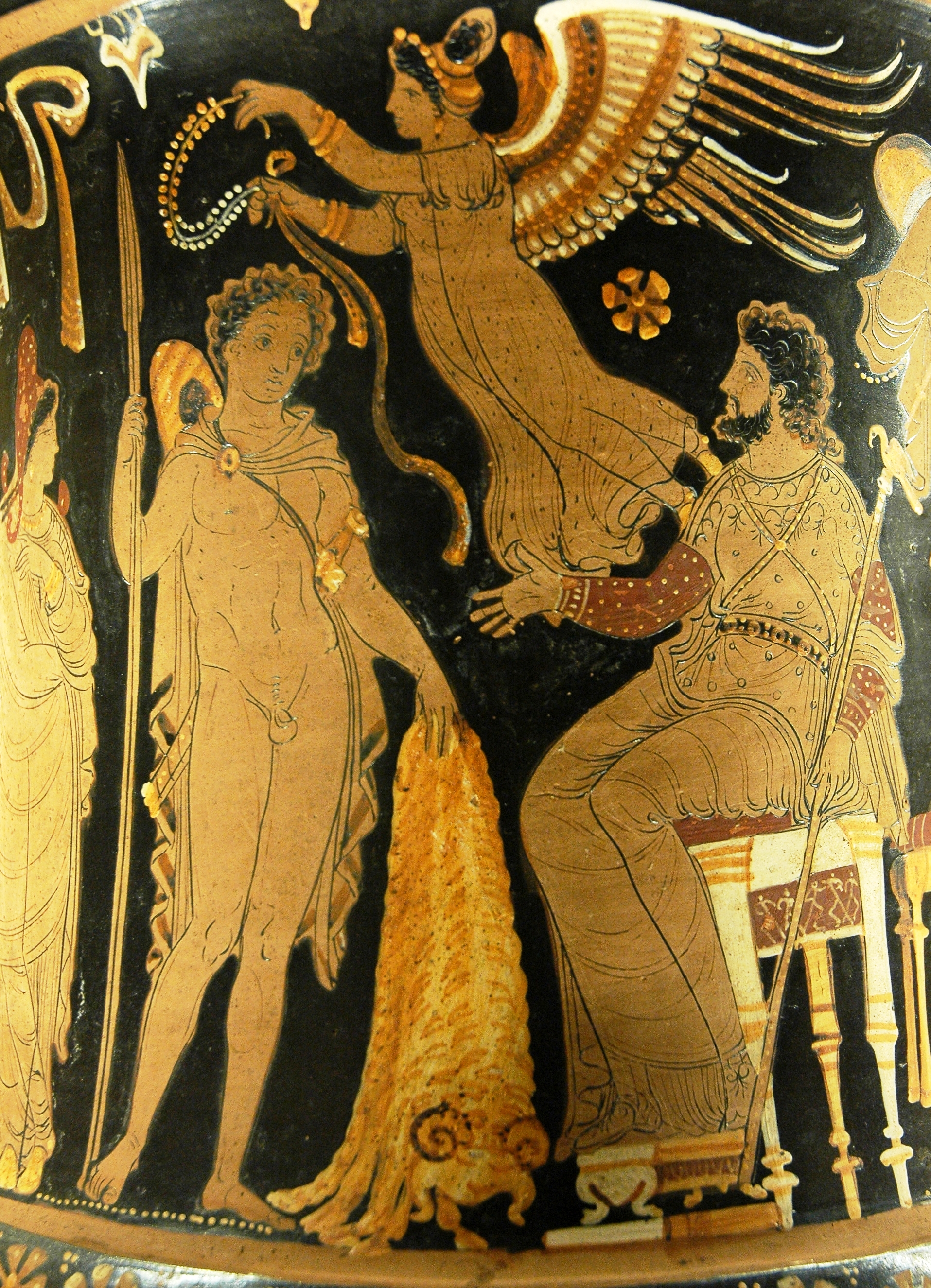
Imagen de Jason trayendo a Pelias el Vellocino de Oro; una victoria alada se prepara para coronarlo.

En la mitología griega, Neleo (Νηλεύς) o Neles, es un hijo del dios Poseidón y la mortal Tiro.
Fundó la ciudad de Pilos, en Mesenia. Los hijos de Neleo llevan el patronímico de Neléyadas. Siempre aparece descrito como el hermano gemelo de Pelias, rey usurpador de Yolco, en Tesalia, causante de la expedición de los argonautas. 

## Mitología

### Nacimiento
Tiro se había enamorado del dios-río Enipeo pero Poseidón, tomando la forma de Enipeo, yació con ella. Tiro dio a luz en secreto a Neleo y Pelias y los abandonó. Ambos fueron recogidos y criados por un yegüero. Cuando crecieron, se enteraron de quien era su madre y mataron a la madrastra de esta, Sidero, cuando supieron que su madre había sido maltratada por ella.

### Rey de Pilos
La versión más arcaica nos dice que Pelias y Neleo disputaron entre ellos por el trono y Zeus les concedió reinos separados. Así a Neleo fundó un país encantador, Pilos. La versión más común, no obstante, dice que tras el enfrentamiento con su hermano Pelias, Neleo fue expulsado y se dirigió a Mesenia. En la ciudad de Arene fue bien recibido por su primo Afareo, que reinaba allí y le cedió tierras costeras y la misma ciudad de Pilos.

### Descendencia
Neleo tomó como esposa a Cloris, de bella cintura, una hija del Yásida Anfión. Tuvo de ella una hija, la hermosa Pero, y también doce ilustres hijos: Tauro, Asterio, Pilaón, Deímaco, Euribio, Epilao, Frasio o Cromio, Eurímenes o Antímenes, Evágoras, Alástor, Néstor y Periclímeno —a quien Posidón concedió el poder de cambiar de forma.
Cuando creció, la belleza de su hija Pero atrajo a muchos pretendientes. Neleo dijo que solo la entregaría a quien pudiera traer el ganado de Íficlo (o de su padre Fílaco en otras versiones) desde Fílace. Melampo fue el que consiguió el ganado pero entregó a Pero como esposa a su hermano Biante.
Según Heródoto, los Pisistrátidas, que gobernaron como tiranos la ciudad de Atenas en el periodo 561-510 a. C., eran originarios de Pilos y pretendían ser descendientes de Neleo. También cuenta Heródoto que Pisístrato, el tirano de Atenas, fue llamado así por su padre Hipócrates, en honor del Pisístrato hijo de Néstor. Una fuente tardía nos dice que Helios, en unión con Prote, hija de Neleo, fue padre de Faetón y las Helíades, aunque probablemente el autor se esté refiriendo a Nereo y no Neleo.

### Muerte
Neleo hizo una afrenta a Heracles, ya que se había negado a purificarle de haber matado a Ífito. Entonces Heracles emprendió una expedición de castigo contra Pilos, mató a casi todos los hijos de Neleo y lo mató a él también. De los doce hijos que tenía Neleo, sólo se salvó Néstor, que, ya de viejo, sería uno de los caudillos de los griegos sitiadores de Troya.